# Comuna 4 (Tunja)
La Comuna 4, también llamada Occidental de Tunja concentra la zona residencial más poblada de la ciudad, allí se encuentra el famoso Monasterio de Nuestra Señora del Milagro del Topo y el parque arqueológico de los Cojines del Zaque.

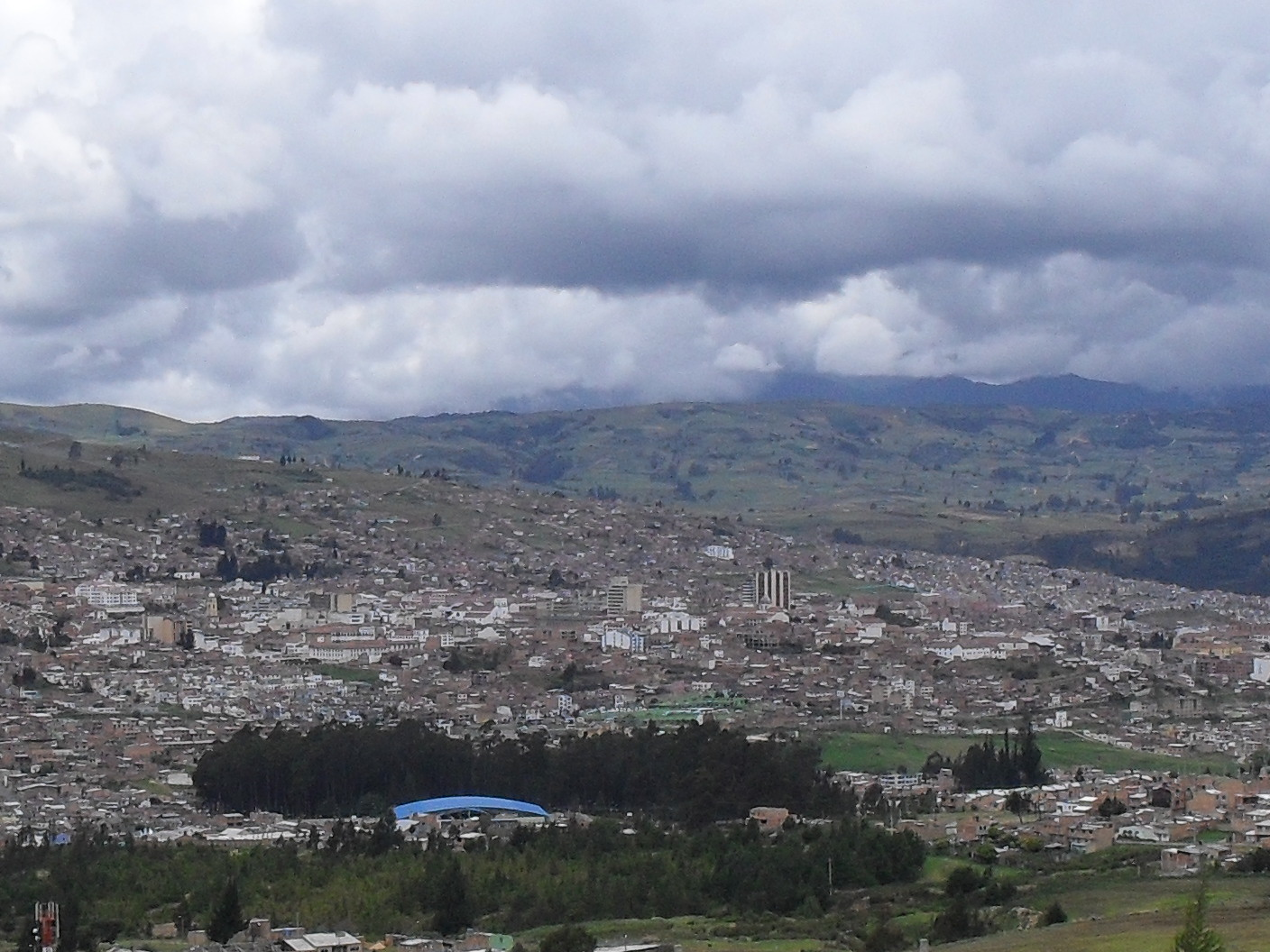
Vista de los cerros suroccidentales

## Límites
Sus límites son:
Norte: Diagonal 38: Comuna 2

Sur: Calle 17 (C17): Comuna 6

Este: Carrera 14 (K14):  Comuna 5

Oeste: Vereda Tras del Alto

## Geografía
La comuna se encuentra a lo largo de la ladera de la colina de San Lázaro.

## División administrativa
Algunos de los barrios son:
| - Los Cojines - El Carmen - San Lázaro - Bello Horizonte - Altamira - Los Trigales - Los Altos de la María - La Fuente (5 Etapas) - La Calleja - El Topo |

## Sitios de interés
- Santuario de la Virgen del Topo
- Cojines del Zaque
- Iglesia de San Lázaro